# Halosaurus ovenii
Halosaurus ovenii är en fiskart som beskrevs av Johnson, 1864. Halosaurus ovenii ingår i släktet Halosaurus och familjen Halosauridae. Inga underarter finns listade i Catalogue of Life.